# Tim Newmark
Timothy „Tim“ Newmark (* 11. Oktober 1993) ist ein australischer Eishockeyspieler, der seit 2022 erneut bei den Sydney Bears in der Australian Ice Hockey League unter Vertrag steht.

## Karriere
Tim Newmark begann seine Karriere bei den Massachusetts Junior Mariners in den Vereinigten Staaten. Zeitweise kam er auch bei den West Coast Flyers in der unterklassigen Western Australian Super League zum Einsatz. 2013 bis 2016 spielte er während seines Studiums für die Mannschaften der Framingham State University und des Daniel Webster College. Dazwischen spielte er im Sommer 2014 für die Sydney Bears in der Australian Ice Hockey League. Nachdem er von 2016 bis 2018 mit dem Eishockey ausgesetzt hatte, schloss er sich für die Spielzeit 2018/19 den Français Volants aus Paris an, die in der drittklassigen Division 2 spielen. Im darauf folgenden Sommer spielte er wieder in Sydney und gewann mit den Bears den Goodall Cup, die australische Meisterschaft. Nach einiger Zeit in der viertklassigen schwedischen Hockeytvåan, steht er seit 2022 wieder bei den Sydney Bears auf dem Eis.

### International
Im Juniorenbereich spielte Newmark bei der U18-Weltmeisterschaft 2010 und den U20-Weltmeisterschaften 2012 und 2013 jeweils in der Division II.
Bei der Weltmeisterschaft 2023 spielte Newmark erstmals im Erwachsenenbereich für Australien in der Division II.

## Erfolge und Auszeichnungen
- 2019 Gewinn des Goodall Cups mit den Sydney Bears